# Valbella
Valbella ⓘ ist ein Ort im Kanton Graubünden in der Schweiz. Politisch ist das Dorf eine Fraktion der Gemeinde Vaz/Obervaz.

## Lage und Bevölkerung
Valbella («Schönes Tal») liegt an der Hauptstrasse 3 auf einer Höhe von rund 1500 Meter zwischen der Lenzerheide im Süden und dem Dorf Parpan im Norden. Im Süden grenzt der Ort an den Heidsee (1484 m). Im Norden bildet der Lenzerheidepass (1547 m) den Ortsrand und den Übergang ins Churwaldnertal. Im Westen Valbellas liegt das Stätzerhorn (2574 m), im Osten das Parpaner Weisshorn (2775 m).
Das ursprüngliche Zentrum Valbellas war Canols am Nordende des Heidsees. Zu Beginn des 20. Jahrhunderts war Canols grösser als Valbella. Heute liegt das Zentrum an der Hauptstrasse rund um die ehemalige Post. Der sogenannte Valbellahang gegen die Alp Sartons hinauf wurde im Laufe des letzten Jahrhunderts mit Ferienhäusern überbaut.
Das Dorf gehört zum romanischen Sprachgebiet. Lokales Idiom ist das Rumantsch da Vaz, eine Varietät des Surmiran.
Während der Hochsaison im Winter leben gegen 3000 Personen in Valbella. Ständige Bewohner sind es rund 500.

Valbella auf der Siegfriedkarte, um 1900
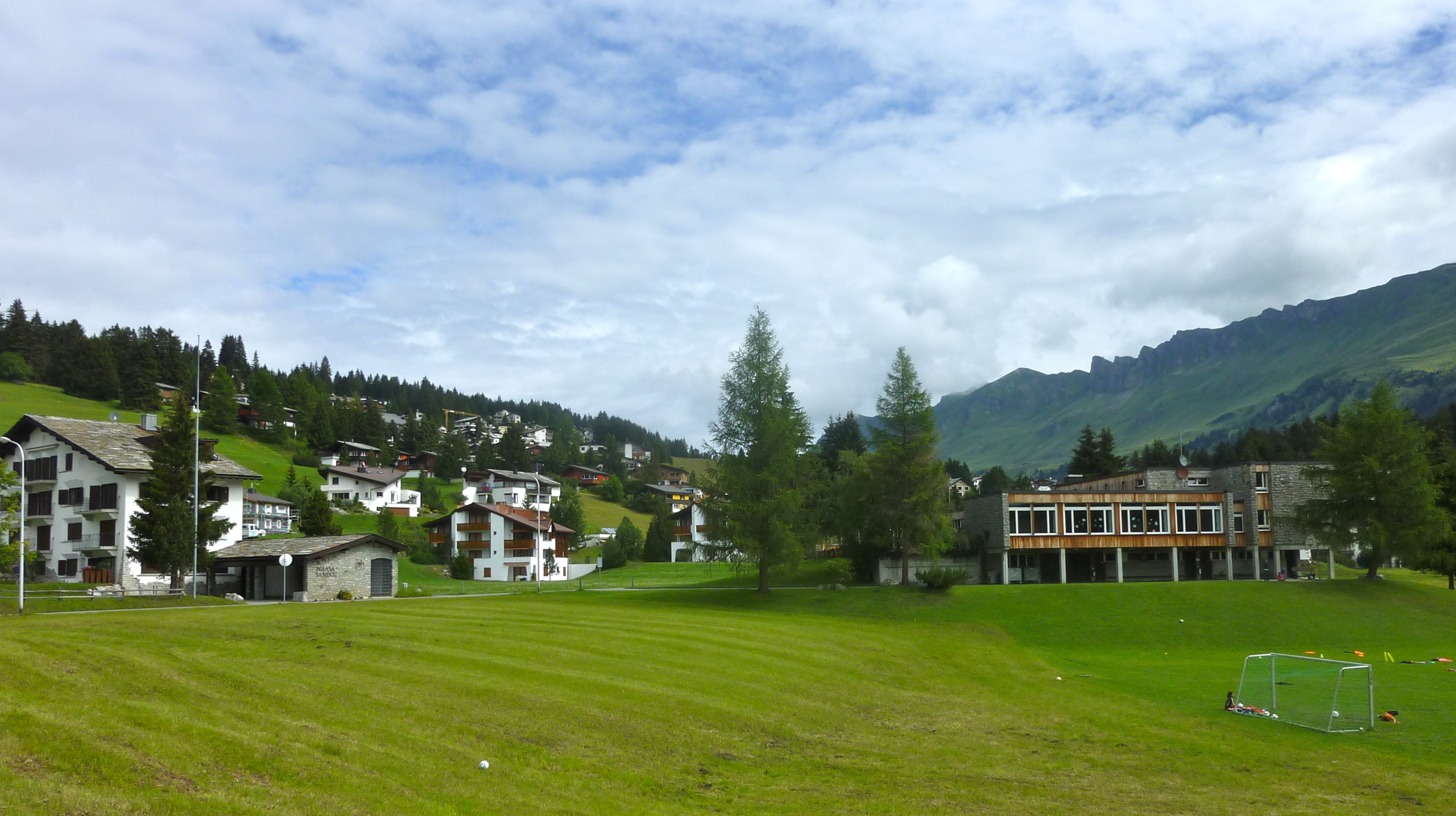
Blick von Casoja nach Norden. Vorne das Ferienhaus der Stadt Zürich
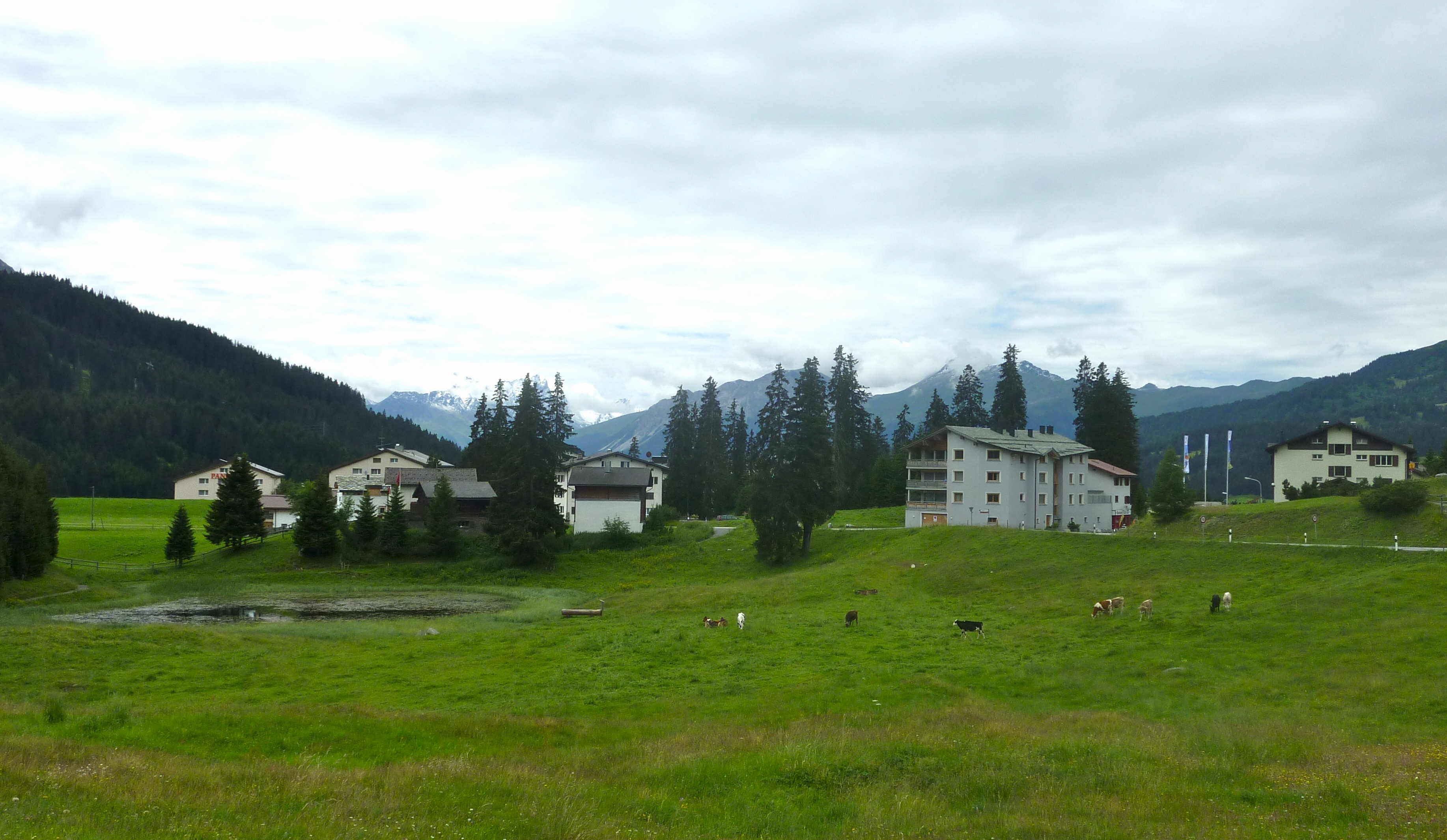
Ortseingang von Norden
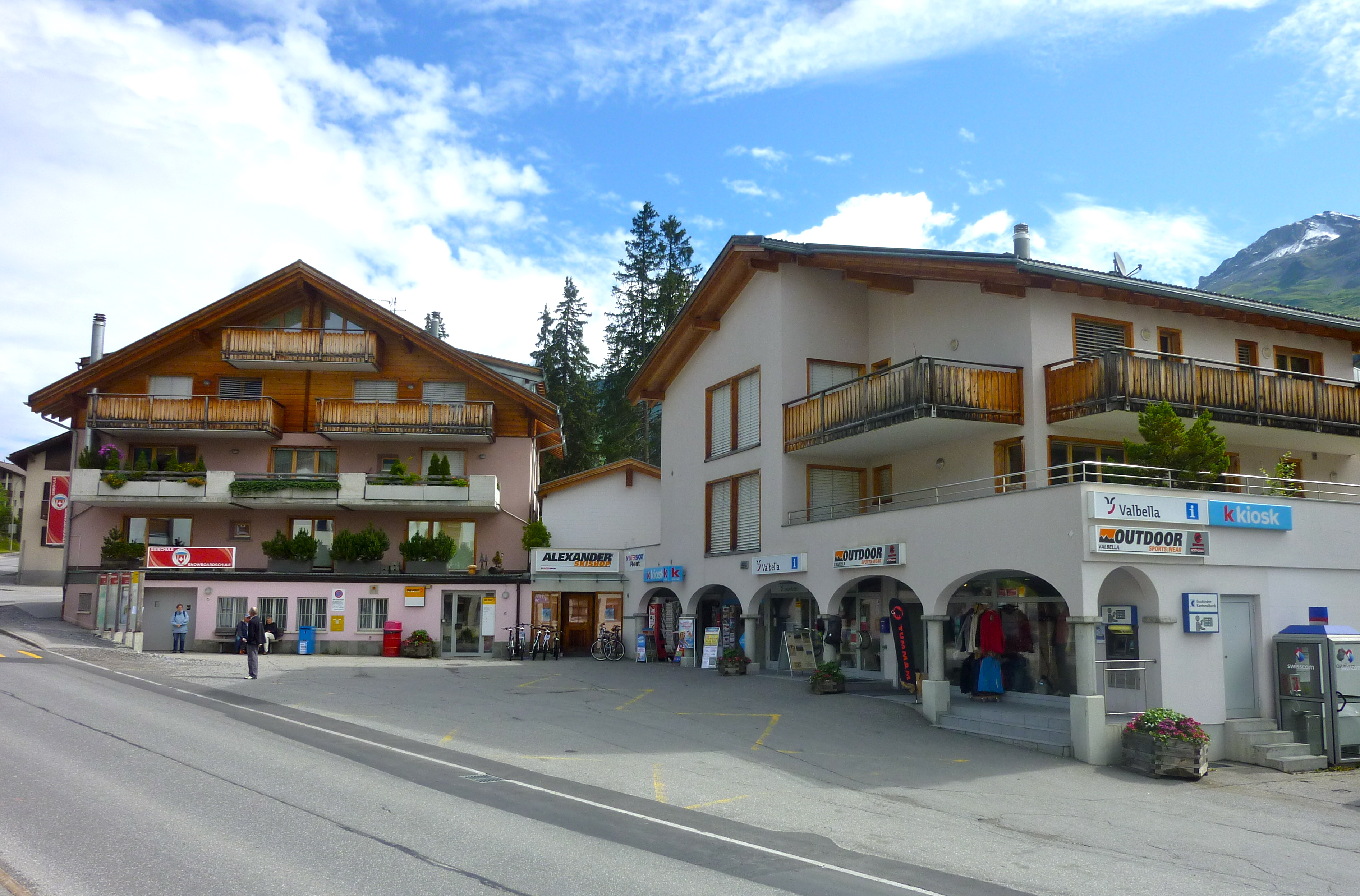
Zentrum

## Geschichte
Die Entwicklung des Dorfes Valbella ist eng verbunden mit der Geschichte der bekannteren und grösseren Lenzerheide und geht zurück bis in die 1880er-Jahre. Bis gegen Ende des 19. Jahrhunderts standen in der Region um Valbella die verstreuten Ställe und Maiensässe der Bauern von Obervaz, die nur während der Sommermonate bewohnt wurden. Um 1880 erbaute der in Udine zu Vermögen gekommene Jakob Fidel Margreth die erste Sommervilla. 1882 kaufte der Churwaldner Hotelier Johann Brügger-Battaglia den Heidsee vom Bistum ab und vergrösserte ihn durch Aufstauen. Auf einer Insel erbaute er das Inselchâlet, das auch als Postablagestelle diente. In den folgenden Jahren entstanden weitere Ferienhäuser und Hotels. 1905 kam das Postbüro in die Pension Valbella und hiess «Valbella-Lenzerheidsee». 1929 bestimmte die Oberpostdirektion, die Poststelle habe «Lenzerheidsee» zu heissen. In den 1950er-Jahren dann wurde sie in «Valbella» umbenannt. Der Name «Valbella» für die ganze Fraktion nördlich des Heidsees setzte sich im Zuge der Erhaltung des Romanischen erst in den 1940er-Jahren durch. Das eigentliche Dorf Valbella entstand unmittelbar nach der Jahrhundertwende in der ersten Hälfte des 20. Jahrhunderts.

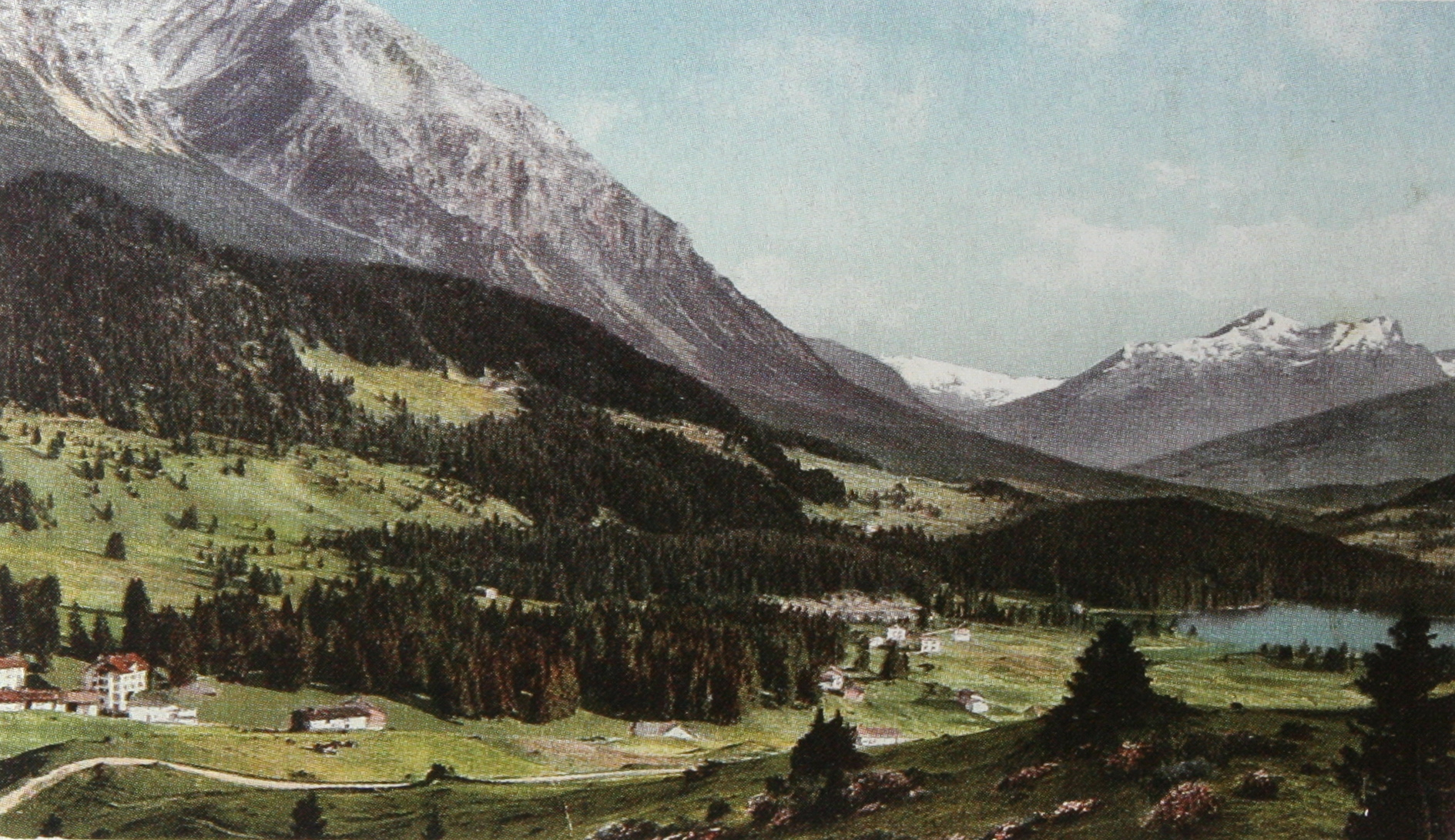
1900
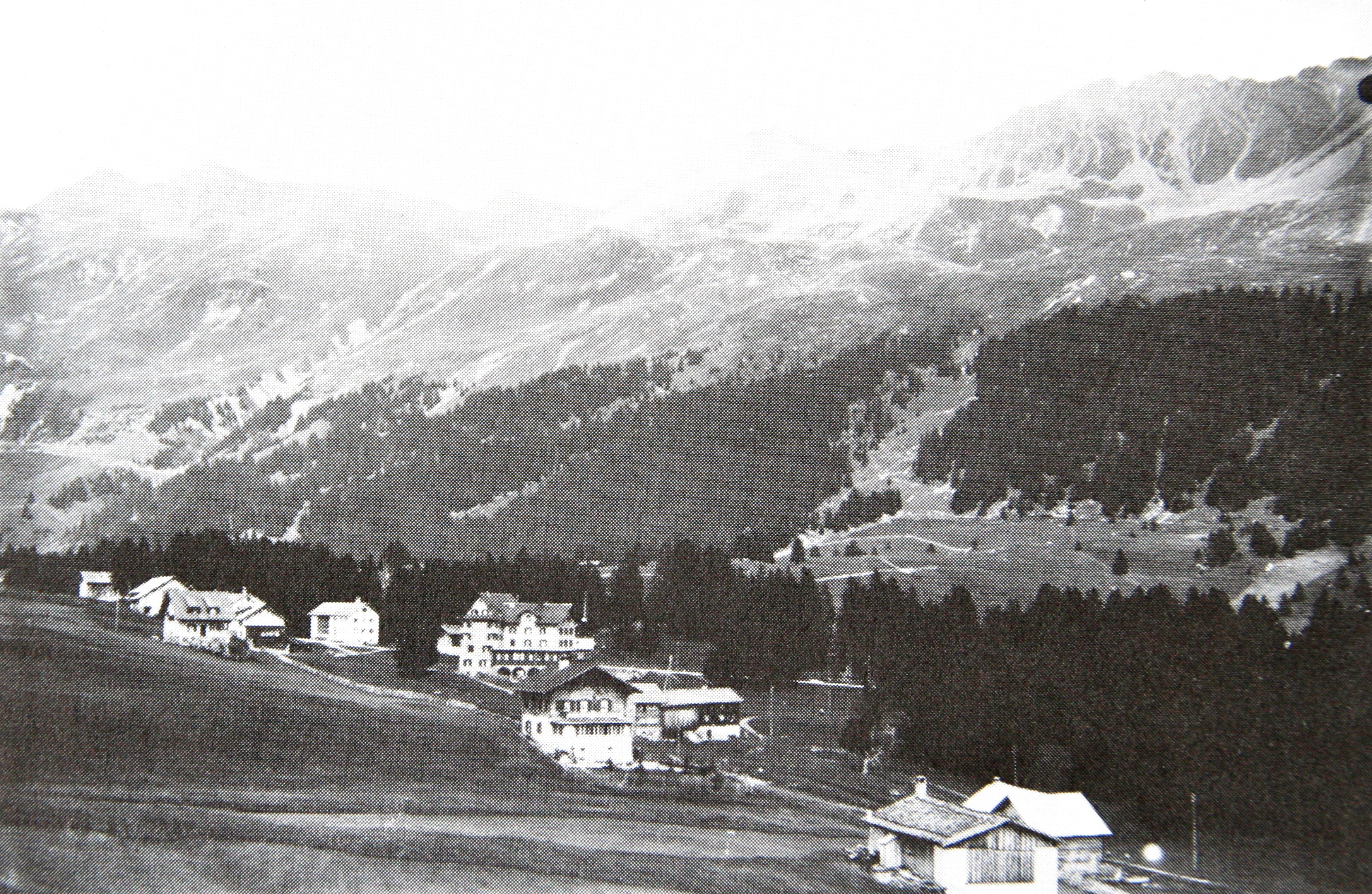
1920
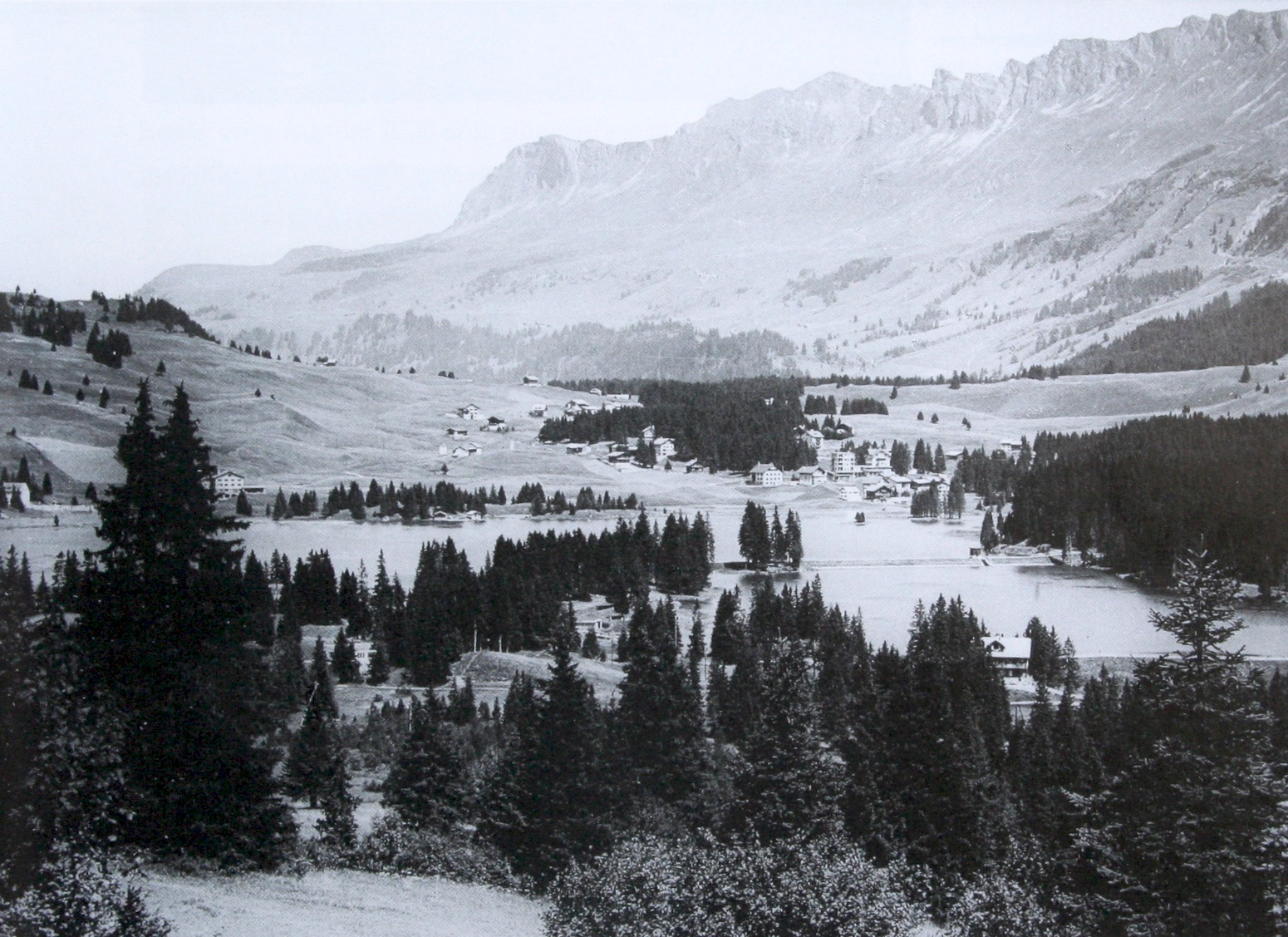
Heidsee und Canols, 1930
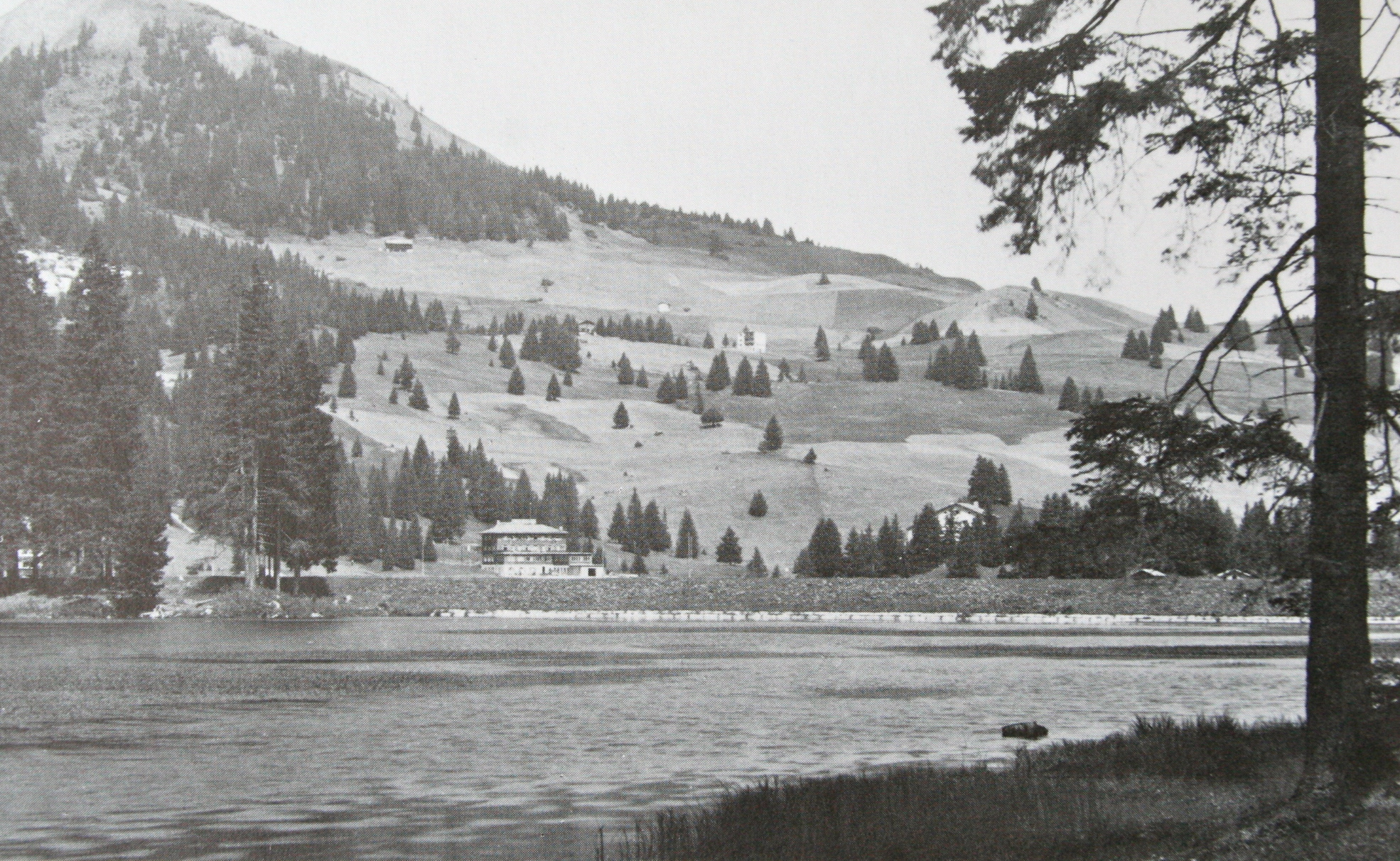
Seehof und Casoja, 1934
Luftbild von Werner Friedli (1970)

## Tourismus
1900 erwarben die Brüder Paul Fidel und Caspar Parpan das Land für die Pension «Valbella», die später an Georg Nigg überging. 1905 erbaute ein Herr Nadig das Posthotel, Lehrer Cadisch baute das Hotel «Waldheim», heute Waldhaus. Nach dem Verkauf des Hotels baute Cadisch in Valbella-Canols eine Villa, die nach 1919 von einer Rotkreuzschwester als Kinderheim Soldanella betrieben wurde. Am See entstand die «Pension Seehof», die den beim Bau des privaten Elektrizitätswerkes Casoja für das «Hotel Kurhaus» in Lenzerheide beschäftigten Arbeitern als Unterkunft diente.
Nach Einbrüchen des Tourismus, verursacht durch die beiden Weltkriege, erfolgte ab den 1960er-Jahren durch die Erschliessung von neuen Skigebieten ein starker touristischer Aufschwung. Die erste Transportanlage für Skifahrer war ein Funi, das von der Lenzerheide übernommen werden konnte und von 1946 bis 1955 in Betrieb war. Damit wurden die Übungshänge von Valschameala und Sartons erschlossen. Mit der Zeit genügte das Funi mit seiner Transportkapazität von 100 Personen pro Stunde dem Andrang nicht mehr. Es wurde verkauft und durch einen Doppelbügellift ersetzt, der 400 Personen stündlich befördern konnte. Zu Beginn der 1960er-Jahre wurde das Stätzerhorn mit Liften erschlossen. Seit dem Winter 2013/14 ist Valbella Teil des Skigebiets Arosa Lenzerheide.
1932 wurde in Valbella die Jugendherberge eröffnet – erstmals wurde dafür in der Schweiz ein neues Gebäude errichtet. 2006 wurde sie umfassend renoviert.